# 西村虚空
西村 虚空（にしむら こくう、1915年 - 2002年6月1日）は、尺八奏者、教師、製作者。
28歳から谷狂竹（たに きょうちく）の下で尺八を学ぶ。師匠にならい、西村は虚無僧（托鉢する尺八奏者）となり、十年にわたり、日本各地を托鉢して回った。
谷狂竹は、普化宗で修行していた。普化宗が1871年に廃止された後も、谷は精神修養として尺八の演奏を続けた。
20世紀はじめ、尺八は合奏のための世俗楽器として再び注目されるようになった。アマチュアの尺八奏者が、世俗的な合奏団を結成するようにもなった。そうした中でも西村は、古来の尺八である管の内側に漆地を塗らない「古菅」を演奏した。西村は尺八の管を長くした楽器を自ら製作し、好んで演奏した。彼はそのような長い管の楽器を「虚鐸（きょたく）」と名付け、ニ短調五音音階に調音された近代的な短めの尺八と区別した。西村が生涯に制作した虚鐸は2000本以上に上るとされる。「虚鐸」という名称は、『虚鐸伝記国字解』（きゃたくでんきこくじかい）に記された普化宗の創建に関わる伝説から採られている。
西村は、沖縄唐手6段、剣道3段を取得していた。また、木彫や絵画にも取り組んでいた。
西村の息子である西村虚流（にしむら こりゅう）は、熊本県で、虚鐸の研究と教授を継承している。

## アルバム
- 虚鐸 普化宗本曲、1965年 (LP)[2]
- 虚鐸、1998年 (CD)（1964年録音）[3]